# Idiops camelus
Idiops camelus (лат.) — вид мигаломорфных пауков рода Idiops из семейства Idiopidae.

## Распространение
Южная Америка (Бразилия).

## Описание
Пауки среднего размера, длина от 1 до 2 см. Карапакс и ноги коричневые, стернум и тазики желто-коричневые, брюшко коричневое. Самцы Idiops camelus отличаются от других неотропических видов тем, что апикальная половина эмболуса сужается, а также имеется дистальный эмболярный зубец (также присутствующий у Idiops clarus и Idiops germaini) рядом с отверстием семявыносящего протока. Отличается от I. clarus и I. germaini более расширенной апикальной частью эмболуса. У самок сперматеки со сферическими рецептаклом немного шире, чем протоки, с легким сужением между протоком и рецептаклом. Тазики ног без шипов. Хелицеры с продольным рядом крупных зубцов и ретролатеральным рядом меньших зубцов, ретролатеральные зубцы занимают базальную треть хелицер. Ноги с тремя коготками на лапках. Брюшко овальной формы. Передние боковые глаза (ALE) расположены рядом с кромкой клипеального края.